# ケーキ理論
ケーキ理論（ケーキりろん 英: Cake theory 簡: 蛋糕论 繁: 蛋糕論）とは、経済発展による所得再分配の隠喩である。
2010年には貧富の差の拡大が問題となっている。経済発展をケーキ作りに例えるとするならば、「ケーキをより公平に分配すること」に焦点を当てるべきとの考えの一方で、「ケーキをより大きくすること」に焦点を当てるべきとの考えの両極が存在する。

## 概要
改革開放政策以来、過去30年間の中国における経済成長は、生活水準の上昇と所得の大幅な増加をもたらした一方、貧富の差の拡大を生み社会問題となった。先進的な技術や特定の分野で高い評価を受ける企業は、新たな市場経済において不公平に受益者となっていった。温家宝首相は、2010年の全国人民代表大会で、「ケーキを大きくするために経済を発展させなければならないが、合理的な制度を使ってケーキを公平に分配することも必要である。」と指摘した。
急激に進む貧富の差に対処するため、中国共産党はケーキ理論による両極の案で分裂した。正統派共産主義者は、持続可能な成長を追求しながら富を分配することに焦点を当てる事を解決策とした。一方改革派とリベラル派は、物質的な富の分配はいずれ限界に達することから、継続的な成長を追求することに焦点を当てる事を解決策とした。
2011年後半、広東省の省長汪洋は、「ケーキを分ける前に、ケーキを大きくしなければならない。」と指摘し、「持続可能な経済的発展」は他の課題よりも優先させなければならないと指摘した。これに対し、重慶市党委書記の薄熙来は、「ケーキを分ける前にケーキを大きくしなければならないと考える人もいるが、これは間違っている。ケーキの分配が不公平ならば、人々はそれを焼く意欲が無くなる。人々はケーキを大きくすることはできない。」と指摘した。
平等主義的な「ケーキ分配」のアプローチは、薄熙来の「重慶モデル」の重要な部分である。市は移住労働者の居住地であり、教育や医療などの権利を都市住民と同じように享受できた。さらに広く公営住宅の制度を導入し、地元のギャングやビジネスマン、政府の関係者にまで幅広く提供した。この「重慶モデル」は中国共産党のトップ指導者から高く評価される一方で、最終的には薄熙来自身の人格に過度に依存し、他の国や地域へのモデルの拡大は困難であると指摘された。
この比喩は、中国の指導者のイデオロギー的闘争を象徴するものであると言われている。また、さらなる発展や公平な分配の問題が中国の政治的課題の中心にあるべきかどうか、問題とも考えられている。